# 佐藤彰夫
佐藤 彰夫（さとう あきお、1933年7月26日 - ）は、日本の経営者。三井化学社長を務めた。東京都出身。

## 経歴
1957年に東京大学を卒業し、同年に三井化学工業に入社。1968年に三井東圧化学に転じ、1985年6月に取締役に就任し、1989年6月に常務、1991年6月に専務を経て、1993年6月に社長に就任。1997年10月には合併で発足した三井化学社長に就任し、1999年6月から相談役を務めた。
2020年4月に旭日重光章を受章。